# Ghatanji
Ghatanji é uma cidade  no distrito de Yavatmal, no estado indiano de Maharashtra.

## Geografia
Ghatanji está localizada a 20° 08′ N, 78° 19′ L. Tem uma altitude média de 274 metros (898 pés).

## Demografia
Segundo o censo de 2001, Ghatanji tinha uma população de 19,347 habitantes. Os indivíduos do sexo masculino constituem 52% da população e os do sexo feminino 48%. Ghatanji tem uma taxa de literacia de 74%, superior à média nacional de 59.5%: a literacia no sexo masculino é de 80% e no sexo feminino é de 68%. Em Ghatanji, 12% da população está abaixo dos 6 anos de idade.